# Kazuja Jamamura
Kazuja Jamamura (japonsko 山村 和也), japonski nogometaš, * 2. december 1989.
Za japonsko reprezentanco je odigral eno uradno tekmo.